# Lean (Droge)

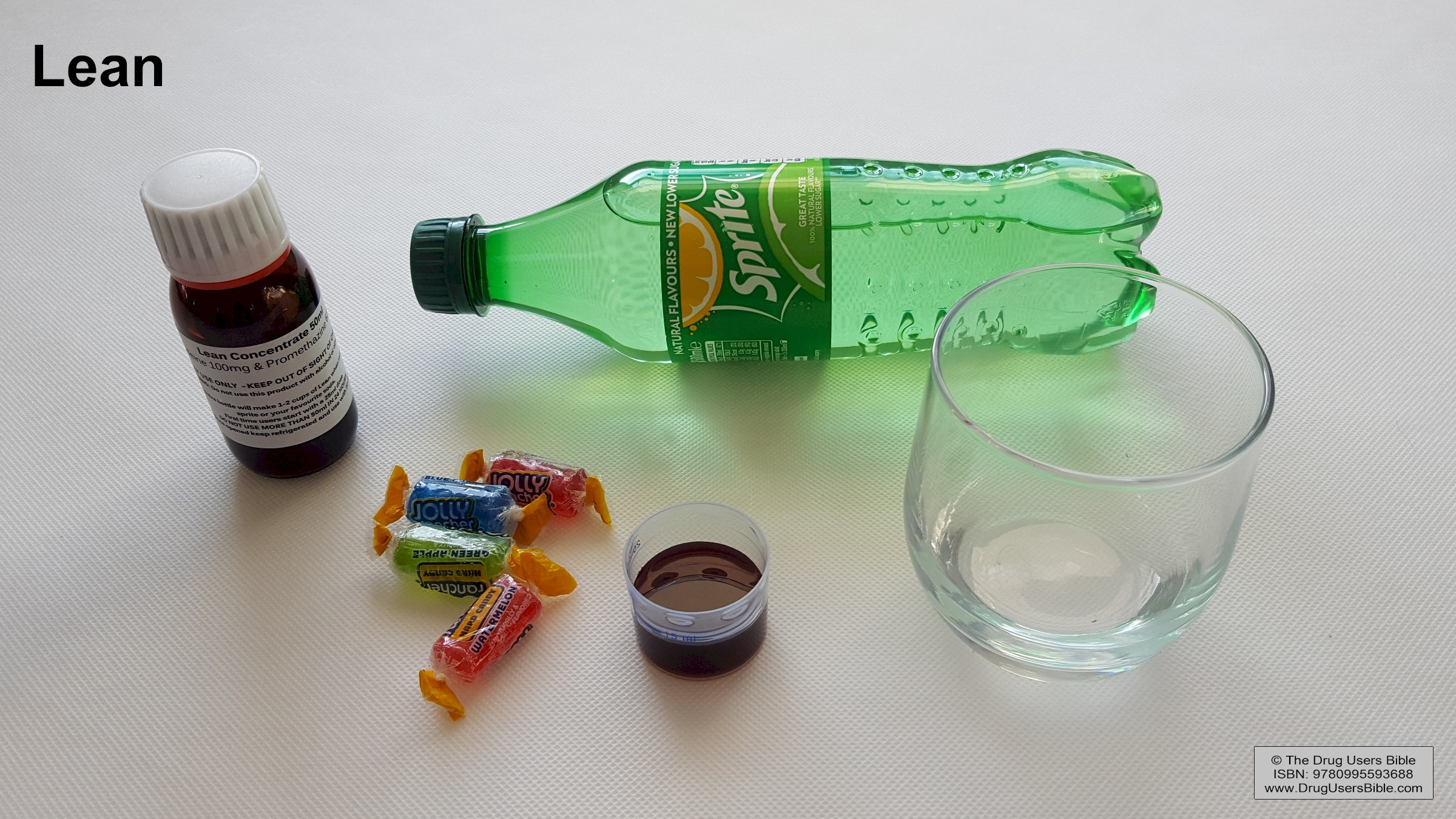
Zutaten zur Herstellung von Lean, einschließlich Codein-Promethazin-Hustensaft, Jolly Rancher-Bonbons und Sprite.

Lean oder Purple Drank sind Slang-Ausdrücke für ein Mischgetränk aus verschreibungspflichtigem Hustensaft, Limonade und zerkrümelten Bonbons, das seinen Ursprung in Houston (Texas) hat und in der Hip-Hop-Kultur popularisiert wurde.

## Namen
Die Bezeichnung Lean für englisch „sich lehnen“ bezieht sich darauf, dass die Konsumenten unter dem Einfluss der Droge häufig Schwierigkeiten haben, aufrecht zu stehen. Purple Drank in Englisch etwa „lila Getränk“ bezieht sich auf die typisch violette Farbe der verwendeten Hustensäfte, und ist zugleich eine afroamerikanische Bezeichnung für ein alkoholisches oder berauschendes Getränk. Andere Bezeichnungen sind „sizzurp“, „syrup“, „drank“, „barre“, „purple jelly“, „wok“, „wock“, „Texas tea“, „Memphis mud“ und „dirty Sprite“.

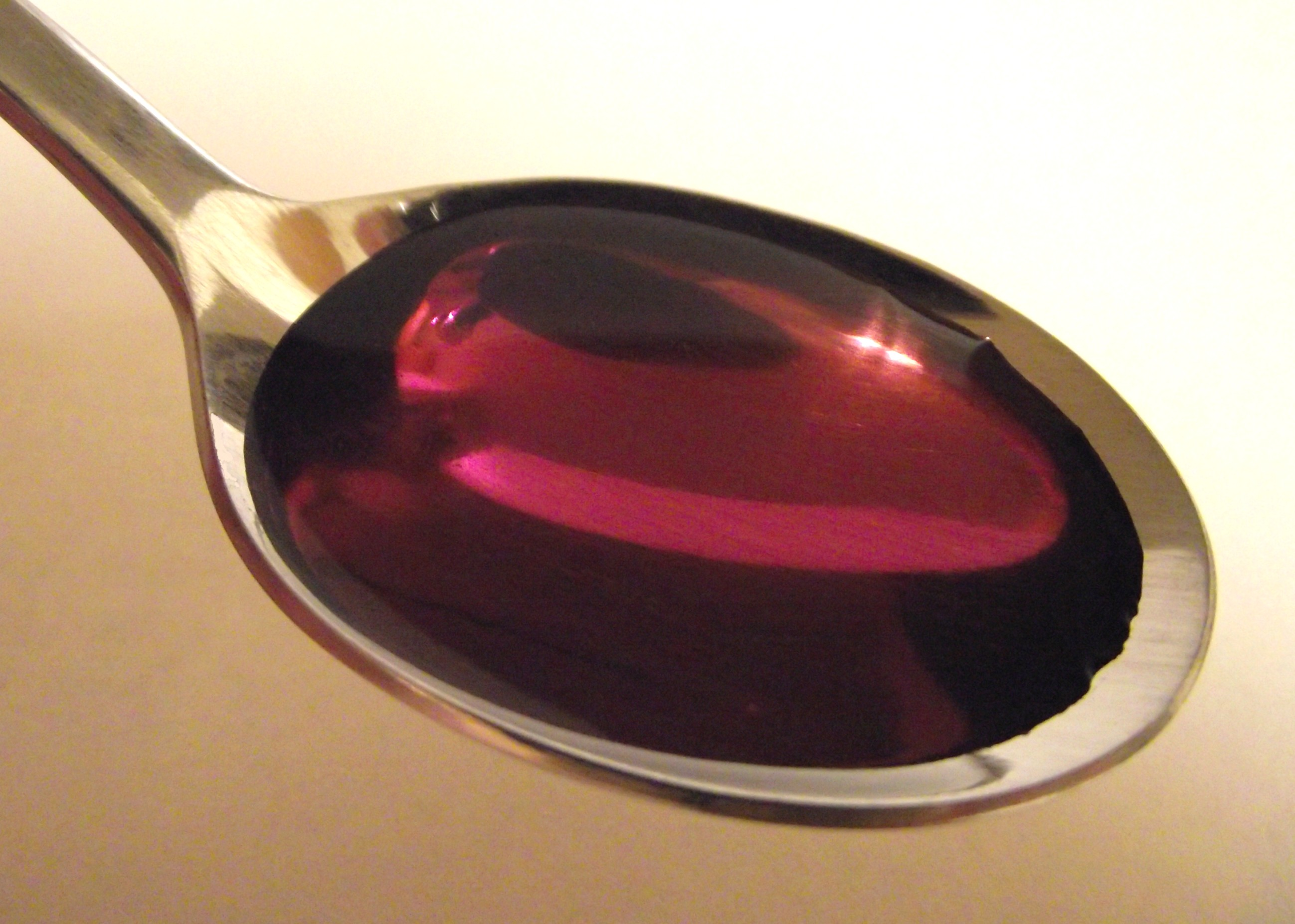
Typische Farbe eines Hustensafts mit Codein und Promethazin

## Inhaltsstoffe
Lean besteht typischerweise aus verschreibungspflichtigem (d. h. besonders starkem und daher nicht im freien Handel erhältlichem) Hustensaft oder Tabletten mit den Inhaltsstoffen Codein oder Dextromethorphan und Promethazin, kohlensäurehaltiger Limonade und zerkrümelten Bonbons, die zur Süßung des Getränks dienen. In seltenen Fällen wird Alkohol hinzugefügt, der aber zu verstärkter Übelkeit oder Ohnmacht führen kann. Resultat ist ein „durchdringend nach Medizin riechendes, sirupartiges Getränk mit einer intensiven, charakteristischen Lilafärbung“, die es durch den Hustensaft-Anteil erhält. Insgesamt finden sich zahlreiche Variationen des Konsums. So ist es beispielsweise ebenso üblich, Benzodiazepine und Opiate in Tabletten- oder Pulverform zu konsumieren und diese mit alkoholhaltigem Hustensaft verdünnt, mit zuckerhaltigen Getränken (häufig 1:5) sowie geschmacksaufwertenden Stoffen wie Brausepulver zu einer maximal wirkverstärkenden und gefährlichen Mischung zu kombinieren.

## Wirkung
Hauptwirkstoffe von Lean sind das im Hustensaft oder Tabletten enthaltene Codein und Promethazin: Promethazin setzt als  Sedativum am zentralen Nervensystem an. In hoher Dosierung blockiert es die Signalübertragung für die Verdauung und Müdigkeit. Codein hat selber keine aktive Wirkung. Es wird aber durch die Leber bis zu einem gewissen Grad in das Opiat Morphin umgesetzt, das Schmerzen lindert und den Hustenreiz unterdrückt. In hoher Dosis beeinträchtigt es die Atmung und die Verdauung.

### Rausch
Lean erzeugt leichte Euphorie, die mit Beeinträchtigung der motorischen Fähigkeiten, Lethargie, Schläfrigkeit und einem dissoziativen Gefühl gegenüber allen anderen Körperteilen einhergehen. Es wird vermutet, dass die süße Kombination aus Limonade, Hustensaft und Bonbons einen Geschmack erzeugt, der länger auf der Zunge bleibt und für Erstkonsumenten häufig attraktiv ist.

### Risiken
In den verschreibungsüblichen Mengen ist der Hustensaft zwar recht unbedenklich, durch eine Überdosierung beeinträchtigt das Promethazin aber das zentrale Nervensystem und Codein die Atmung, was zu einer Atemdepression oder sogar einem Atemstillstand führen kann. Die kombinierte Einnahme mit anderen Drogen, wie Alkohol, erhöht dabei das Risiko einer Atemdepression. Weitere Risiken sind Verstopfung und Harnprobleme, sowie bei regelmäßiger Einnahme Karies und Gewichtszunahme. Beide Substanzen erzeugen eine starke Abhängigkeit, sodass eine Abgewöhnung zu starken physischen Entzugserscheinungen führen kann.

## Geschichte
Lean wurde bereits in den 1960er-Jahren in Texas als preiswertes und einfach herzustellendes Partygetränk erfunden. Ende der 1990er-Jahre popularisierte der aus Houston stammende Discjockey DJ Screw Lean als passendes Getränk zu seinem langsamen, narkoseähnlichen Hip-Hop-Stil, den sog. Screw-Rhythmen. Als dieser Stil populär wurde, hielt Lean in den Südstaaten und in der regionalen Hip-Hop-Szene Einzug. 2004 gaben 8,3 Prozent aller Oberschüler aus Texas an, Erfahrungen mit Lean gemacht zu haben. Der für seinen Lean-Konsum bekannte Rapper Big Moe brachte u. a. zwei Alben mit den einschlägigen Namen City of Syrup und Purple World heraus. Auch deutschsprachige Rapper wie Bonez MC, RAF Camora, Ufo361, Lucio101, Gzuz, Money Boy, Hustensaft Jüngling, Bausa, Capital Bra, Yin Kalle, T-Low, Sääftig und Lil Lano erwähnen in ihren Texten ihren Konsum der Droge.
Typischerweise wird Lean aus zwei ineinander gestapelten weißen Styroporbechern („double cup“) getrunken. Durch die Verwendung im Lean erzielt ein Pint des verschreibungspflichtigen Hustensirups auf dem Schwarzmarkt Preise bis zu 350 US-Dollar.